# Teixeiró
Teixeiró is een plaats (freguesia) in de Portugese gemeente Baião en telt 444 inwoners (2001).